# Furnarius figulus
Furnarius figulus е вид птица от семейство Furnariidae.

## Разпространение
Видът е разпространен в Бразилия.